# Wrzeszcz Dolny
Wrzeszcz Dolny (in tedesco: Langfuhr Senken) è una frazione di Danzica, situata nella parte centro-settentrionale della città.